# رابرت بوچانان
رابرت بوچانان (انگلیسی: Robert Buchanan; ۲۲ نوامبر ۱۸۶۷ – ۱۹۰۹ (۴۱−۴۲ سال)) بازیکن فوتبال اهل اسکاتلند بود.

## باشگاهی
از باشگاه‌هایی که در آن بازی کرده‌است می‌توان به باشگاه فوتبال برنلی، باشگاه فوتبال آرسنال، باشگاه فوتبال ساوت‌همپتون، و تیم ملی فوتبال اسکاتلند اشاره کرد.

## تیم ملی
وی همچنین در تیم ملی فوتبال اسکاتلند بازی کرده‌است.